# Tours-sur-Marne
Tours-sur-Marne is een gemeente in het Franse departement Marne (regio Grand Est). De plaats maakt deel uit van het arrondissement Épernay. Tours-sur-Marne telde op 1 januari 2022 1.371 inwoners.
De gemeente staat op de lijst van grand cru-gemeenten van de Champagne. Dat betekent dat alle druiven uit de wijngaarden binnen deze gemeente, ongeacht de bodem en de ligging, een "grand cru" champagne leveren.
Tours-sur-Marne ligt in de "Côte des Noirs", een gebied tussen Ay en Trépail, dat met vooral pinot noir en pinot meunier is beplant. In Tours-sur-Marne is het champagnehuis Laurent Perrier gevestigd.

## Geografie
De oppervlakte van Tours-sur-Marne bedroeg op 1 januari 2022 23,51 vierkante kilometer; de bevolkingsdichtheid was toen 58,3 inwoners per km².

## Demografie
Onderstaande figuur toont het verloop van het inwonertal (bron: INSEE-tellingen).